# Piz Sella
Le piz Sella est un sommet des Alpes, à cheval entre la Lombardie en Italie et le canton des Grisons en Suisse.
Situé à 3 506 ou 3 511 m d'altitude, dans la chaîne de la Bernina, sa voie d'accès se fait par le refuge Coaz (2 610 m).